# Dragør Kommune
Dragør Kommune er en kommune på Amager i Region Hovedstaden, før 2007 i Københavns Amt.

## Kommunalreformerne
Som en af de sidste udløbere af kommunalreformen i 1970 blev den nuværende Dragør Kommune dannet i 1974 ved sammenlægning af to kommuner, som siden 1952 havde haft Gentofte-status (en mellemting mellem købstad og sognekommune):
| Kommune       | Folketal 1. januar 1970 | Byer                                        |
| ------------- | ----------------------- | ------------------------------------------- |
| Dragør        | 4.309                   | Dragør                                      |
| Store Magleby | 5.499                   | Søvang og Store Magleby (nu bydel i Dragør) |
| I alt         | 9.808                   |                                             |

I forbindelse med strukturreformen i 2007 forblev kommunen selvstændig, men har indgået en samarbejdsaftale med nabokommunen Tårnby Kommune.
I 2022 pålagde regeringen kommunerne at reformere varmesystemerne. Dragør Kommune er den kommune i Danmark som er mest afhængig af naturgas; 70% af husstandene opvarmes af gasfyr. I 2024 vedtog kommunen en plan om fjernvarme-tilslutning til København, suppleret af varmepumpe og elkedel.

## Sogne
Dragør Kommune består af følgende sogne, der begge har hørt til Sokkelund Herred:
- Dragør Sogn
- Store Magleby Sogn

## Byer
| Byernes indbyggertal |        |            |
| Nr                   | By     | Indbyggere |
| 1                    | Dragør | 12304      |
| 2                    | Søvang | 1772       |

## Valgresultater
| 5 | 8 | 3 | 1 |

| 14 | 3 |

| 4 | 7 | 5 | 1 |

| 11 | 6 |

| 4 | 7 | 5 | 1 |

| 10 | 7 |

| 3 | 7 | 7 |

| 12 | 5 |

| 3 | 5 | 2 | 1 | 4 | 1 | 1 |

| 12 | 5 |

| 2 | 4 | 1 | 5 | 3 |

| 11 | 4 |

| 1 | 2 | 9 | 3 |

| 9 | 6 |

| 2 | 3 | 5 | 4 | 1 |

| 8 | 7 |

| 3 | 6 | 4 | 1 | 1 |

| 8 | 7 |

| 4 | 3 | 1 | 1 | 3 | 3 |

| 9 | 6 |

| 3 | 3 | 2 | 3 | 3 | 1 |

| 12 | 3 |

| 3 | 3 | 2 | 4 | 3 |

| 9 | 6 |

| 3 | 6 | 3 | 2 | 1 |

| 9 | 6 |

| 2 | 6 | 1 | 3 | 2 | 1 |

| 9 | 6 |

### Nuværende byråd
| Navn                          | Parti                                    |
| ----------------------------- | ---------------------------------------- |
| Kenneth Gøtterup (Borgmester) | Det Konservative Folkeparti - 6 mandater |
| Mia Tang                      | Det Konservative Folkeparti - 6 mandater |
| Martin Wood Pedersen          | Det Konservative Folkeparti - 6 mandater |
| Theis Guldbech                | Det Konservative Folkeparti - 6 mandater |
| Jan Madsen                    | Det Konservative Folkeparti - 6 mandater |
| Trine Søe                     | Det Konservative Folkeparti - 6 mandater |
| Peter Læssøe                  | Tværpolitisk Forening - 3 mandater       |
| Annette Nyvang                | Tværpolitisk Forening - 3 mandater       |
| Ann Harknek                   | Tværpolitisk Forening - 3 mandater       |
| Nicolaj Bertel Riber          | Socialdemokratiet - 3 mandater           |
| Ole H. Hansen                 | Socialdemokratiet - 3 mandater           |
| Lisbeth Dam Larsen            | Socialdemokratiet - 3 mandater           |
| Helle Barth                   | Venstre - 2 mandater                     |
| Henrik L. Kjærsvold-Niclasen  | Venstre - 2 mandater                     |
| Flemming Blønd                | Sydamagerlisten - 1 mandat               |

| Navn               | Skiftet fra       | Skiftet til | Dato               |
| ------------------ | ----------------- | ----------- | ------------------ |
| Lisbeth Dam Larsen | Socialdemokratiet | Løsgænger   | 20. januar 2023    |
| Lisbeth Dam Larsen | Løsgænger         | Moderaterne | 25. september 2023 |

### Byråd 2018-2022
| Navn                                   | Parti                                    |
| -------------------------------------- | ---------------------------------------- |
| Peter Læssøe                           | Tværpolitisk Forening - 4 mandater       |
| Annette Nyvang                         | Tværpolitisk Forening - 4 mandater       |
| Ann Harnek                             | Tværpolitisk Forening - 4 mandater       |
| Ebbe Kyrø                              | Tværpolitisk Forening - 4 mandater       |
| Eik Dahl Bidstrup (Borgmester 2018-21) | Venstre - 3 mandater                     |
| Helle Barth (Borgmester 2021)          | Venstre - 3 mandater                     |
| Kim Dupont                             | Venstre - 3 mandater                     |
| Kenneth Gøtterup                       | Det Konservative Folkeparti - 3 mandater |
| Katrine Tholstrup                      | Det Konservative Folkeparti - 3 mandater |
| Martin Wood Pedersen                   | Det Konservative Folkeparti - 3 mandater |
| Allan Holst                            | Socialdemokratiet - 3 mandater           |
| Nicolaj Bertel Riber                   | Socialdemokratiet - 3 mandater           |
| Lisbeth Dam Larsen                     | Socialdemokratiet - 3 mandater           |
| Morten Dreyer                          | Dansk Folkeparti - 2 mandater            |
| Anne Funk                              | Dansk Folkeparti - 2 mandater            |

| Dato          | Udtrådt                        | Indtrådt            | Parti             |
| ------------- | ------------------------------ | ------------------- | ----------------- |
| 8. marts 2020 | Allan Holst †                  | Ole H. Hansen       | Socialdemokratiet |
| 1. juni 2021  | Eik Dahl Bidstrup (Borgmester) | Per Faldborg Olesen | Venstre           |

### Borgmestre[9]
| Periode   | Navn                    | Parti                       | Note                                                               |
| --------- | ----------------------- | --------------------------- | ------------------------------------------------------------------ |
| 1974-1978 | Albert Crilles Svendsen | Det Konservative Folkeparti | Tidligere borgmester for Store Magleby Kommune.                    |
| 1978-1985 | Jørgen Rosschou         | Tværpolitisk Forening       | Sad to perioder.                                                   |
| 1986-1989 | Georg Lemke             | Socialdemokratiet           |                                                                    |
| 1990-1993 | Jørgen Borgstrøm        | Det Konservative Folkeparti |                                                                    |
| 1994-2001 | Birgitte Rinhart        | Tværpolitisk Forening       | Sad to perioder.                                                   |
| 2002-2005 | Asger Larsen            | Det Konservative Folkeparti |                                                                    |
| 2006-2013 | Allan Holst             | Socialdemokratiet           | Sad to perioder.                                                   |
| 2014-2021 | Eik Dahl Bidstrup       | Venstre                     | Valgt for to perioder, men afgik i 2021.                           |
| 2021      | Helle Barth             | Venstre                     | Overtog de sidste syv måneder af Eik Dahl Bidstrups anden periode. |
| 2022-     | Kenneth Gøtterup        | Det Konservative Folkeparti |                                                                    |